# Марк III (патриарх Александрийский)
Патриа́рх Марк III (греч. Πατριάρχης Μάρκος Γ; XII век — начало XIII века) — епископ Александрийской православной церкви, Папа и Патриарх Александрийский и всея Африки (1180—1209), богослов.
О Марке III известно совсем немного. Был рукоположен в Константинополе и оттуда прибыл в Египет. Там он обнаружил множество непривычных для себя обычаев и обрядов у египетских мелькитов, поскольку большинство Александрийских Патриархов VIII — начала XI веков происходили из земель, находившихся во владении халифата, и были слабо связаны с греко-византийской культурой. Патриарх Марк обратился с рядом запросов о допустимости таких традиций к крупнейшему византийскому канонисту Феодору Вальсамону, который в своих ответах настаивал на унификации всех православных обрядов по греко-византийскому образцу. Сборник вопросов и ответов сохранился. Он был неоднократно издан, например, в 138-м томе Греческой патрологии и в 4-м томе Афинской синтагмы.
Во время его патриаршества в Египте разразился ужасный голод, из-за того, что воды в Ниле не поднимались.